# Scrimă la Jocurile Olimpice de vară din 1928
Probele de scrimă la Jocurile Olimpice de vară din 1928 s-au desfășurat în perioada 31 iulie–13 august la „Schermzaal” (sală de scrimă) de la Amsterdam în Olanda. 259 de trăgători din 27 de țări au participat. 

## Clasament pe medalii
| Loc | Țară                             | Aur | Argint | Bronz | Total |
| --- | -------------------------------- | --- | ------ | ----- | ----- |
| 1   | Franța (FRA)                     | 2   | 3      | 0     | 5     |
| 2   | Italia (ITA)                     | 2   | 1      | 2     | 5     |
| 3   | Ungaria (HUN)                    | 2   | 1      | 0     | 3     |
| 4   | Germania (GER)                   | 1   | 1      | 1     | 3     |
| 5   | Marea Britanie (GBR)             | 0   | 1      | 0     | 1     |
| 6   | Argentina (ARG)                  | 0   | 0      | 1     | 1     |
| 6   | Polonia (POL)                    | 0   | 0      | 1     | 1     |
| 6   | Portugalia (POR)                 | 0   | 0      | 1     | 1     |
| 6   | Statele Unite ale Americii (USA) | 0   | 0      | 1     | 1     |

## Evenimente

### Masculin
| Probă             | Aur | Argint | Bronz |
| Spadă             | Lucien Gaudin · Franța (FRA) | Georges Buchard · Franța (FRA)                                                                                      | George Calnan · Statele Unite ale Americii (USA)                                                                              |
| Spadă pe echipe   | Italia (ITA) · Giulio Basletta · Marcello Bertinetti · Giancarlo Cornaggia-Medici · Carlo Agostoni · Renzo Minoli · Franco Riccardi | Franța (FRA) · Georges Buchard · Gaston Amson · Émile Cornic · Bernard Schmetz · René Barbier                       | Portugalia (POR) · Paulo Leal · Mário de Noronha · Jorge de Paiva · Frederico Paredes · João Sassetti · Henrique da Silveira  |
| Floretă           | Lucien Gaudin · Franța (FRA) | Erwin Casmir · Germania (GER)                                                                                       | Giulio Gaudini · Italia (ITA)                                                                                                 |
| Floretă pe echipe | Italia (ITA) · Ugo Pignotti · Giulio Gaudini · Giorgio Pessina · Gioachino Guaragna · Oreste Puliti · Giorgio Chiavacci             | Franța (FRA) · Philippe Cattiau · Roger Ducret · André Labattut · Lucien Gaudin · Raymond Flacher · André Gaboriaud | Argentina (ARG) · Roberto Larraz · Raul Anganuzzi · Luis Lucchetti · Hector Lucchetti · Carmelo Camet                         |
| Sabie             | Ödön Tersztyánszky · Ungaria (HUN)                                                                                                  | Attila Petschauer · Ungaria (HUN)                                                                                   | Bino Bini · Italia (ITA) |
| Sabie pe echipe   | Ungaria (HUN) · Ödön Tersztyánszky · János Garay · Attila Petschauer · József Rády · Sándor Gombos · Gyula Glykais                  | Italia (ITA) · Bino Bini · Oreste Puliti · Giulio Sarrocchi · Renato Anselmi · Emilio Salafia · Gustavo Marzi       | Polonia (POL) · Adam Papée · Tadeusz Friedrich · Kazimierz Laskowski · Władysław Segda · Aleksander Małecki · Jerzy Zabielski |

### Feminin
| Probă   | Aur                           | Argint                                | Bronz                         |
| Floretă | Helene Mayer · Germania (GER) | Muriel Freeman · Marea Britanie (GBR) | Olga Oelkers · Germania (GER) |

## Țări participante
259 de trăgători (232 de bărbăti și 27 de femei) din 27 de țări au participat.
- Argentina (9)
- Austria (6)
- Belgia (21)
- Bulgaria (2)
- Cehoslovacia (7)
- Chile (6)
- Danemarca (10)
- Egipt (8)
- Elveția (9)
- Finlanda (2)
- Franța (20)
- Germania (13)
- Grecia (5)
- Italia (18)
- Iugoslavia (2)
- Marea Britanie (19)
- Mexic (2)
- Norvegia (5)
- Olanda (20)
- Polonia (6)
- Portugalia (7)
- România (8)
- Spania (9)
- Statele Unite ale Americii (16)
- Suedia (8)
- Turcia (4)
- Ungaria (17)

## Legături externe
- Statistice Arhivat în 9 martie 2009, la Wayback Machine. pe Sports Reference